# Manfredônia
Manfredônia (português brasileiro) ou Manfredónia (português europeu) (em italiano: Manfredonia) é uma comuna italiana da região da Apúlia, província de Foggia com 56 773 habitantes. Estende-se por uma área de 351 km², tendo uma densidade populacional de 162 hab/km². Faz fronteira com Carapelle, Cerignola, Foggia, Monte Sant'Angelo, San Giovanni Rotondo, San Marco in Lamis e Zapponeta.

## Demografia
| Variação demográfica do município entre 1861 e 2011                               |
|                                                                                   |
| Fonte: Istituto Nazionale di Statistica (ISTAT) - Elaboração gráfica da Wikipedia |